# Monoterpenă

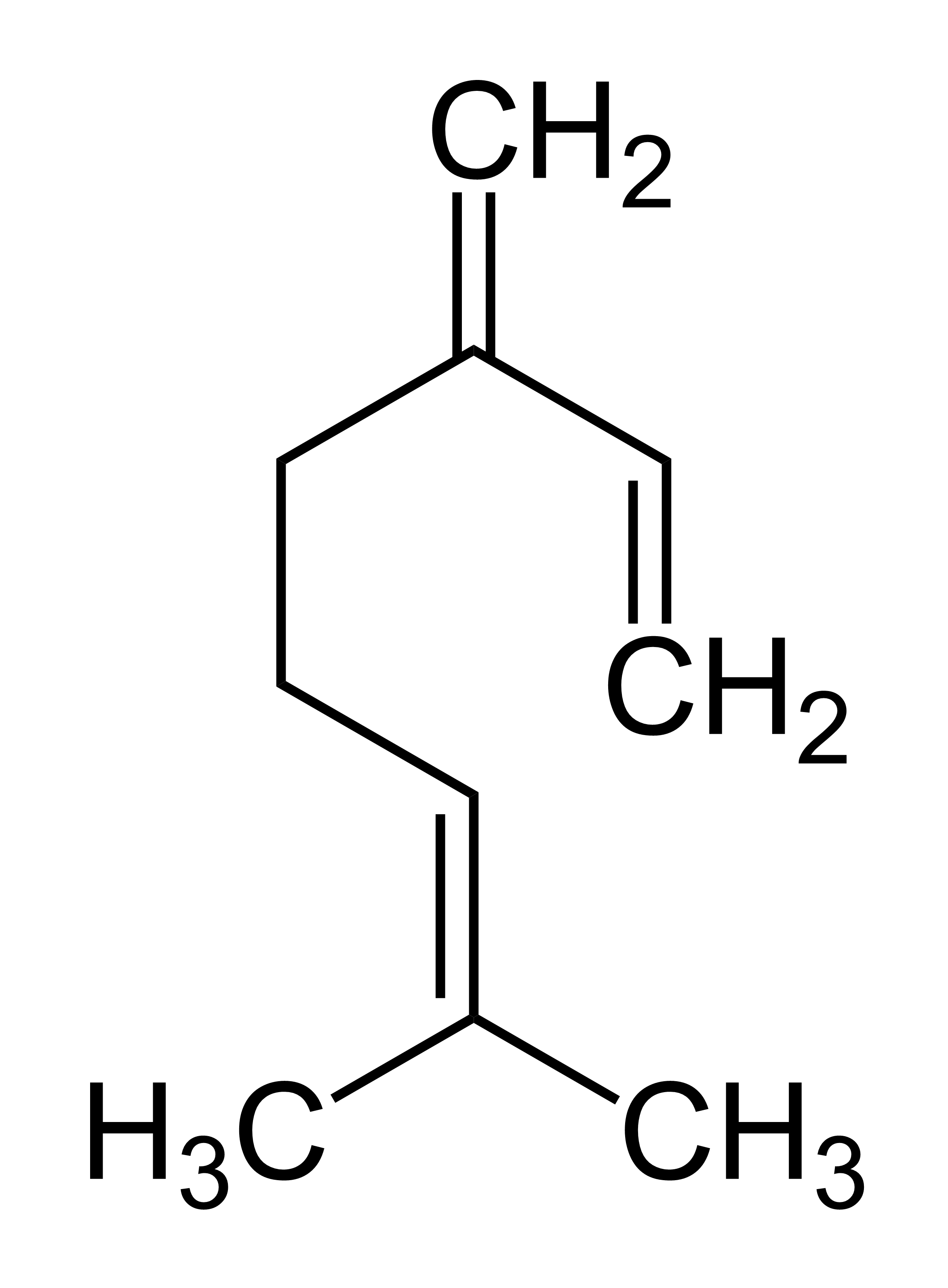
Mircenul este un exemplu de monoterpenă

Monoterpenele alcătuiesc o clasă de terpene care sunt formate din două unități de izopren și care au formula chimică C10H16. Ele pot fi compuși ciclici sau aciclici. Monoterpenoidele sunt terpenele modificate care conțin o grupă funcțională cu oxigen sau care nu au o grupă metil. Aplicațiile lor se situează în domeniul farmaceuticelor, cosmeticelor, agriculturii și alimentar.

## Tipuri
Monoterpenoidele pot fi aciclice, monociclice sau biciclice, și pot conține grupe funcționale precum alcool, aldehidă sau cetonă. Exemple de monoterpene alifatice sunt: mircen, citral, geraniol și linalool. Exemple de monoterpene monociclice sunt: α-terpineol, limonen, timol, mentol, carvonă, și perilaldehidă. Exemple de monoterpene biciclice sunt: camfor, eucaliptol, tujonă, pinen și borneol.

Exemple de monoterpene și monoterpenoide monociclice
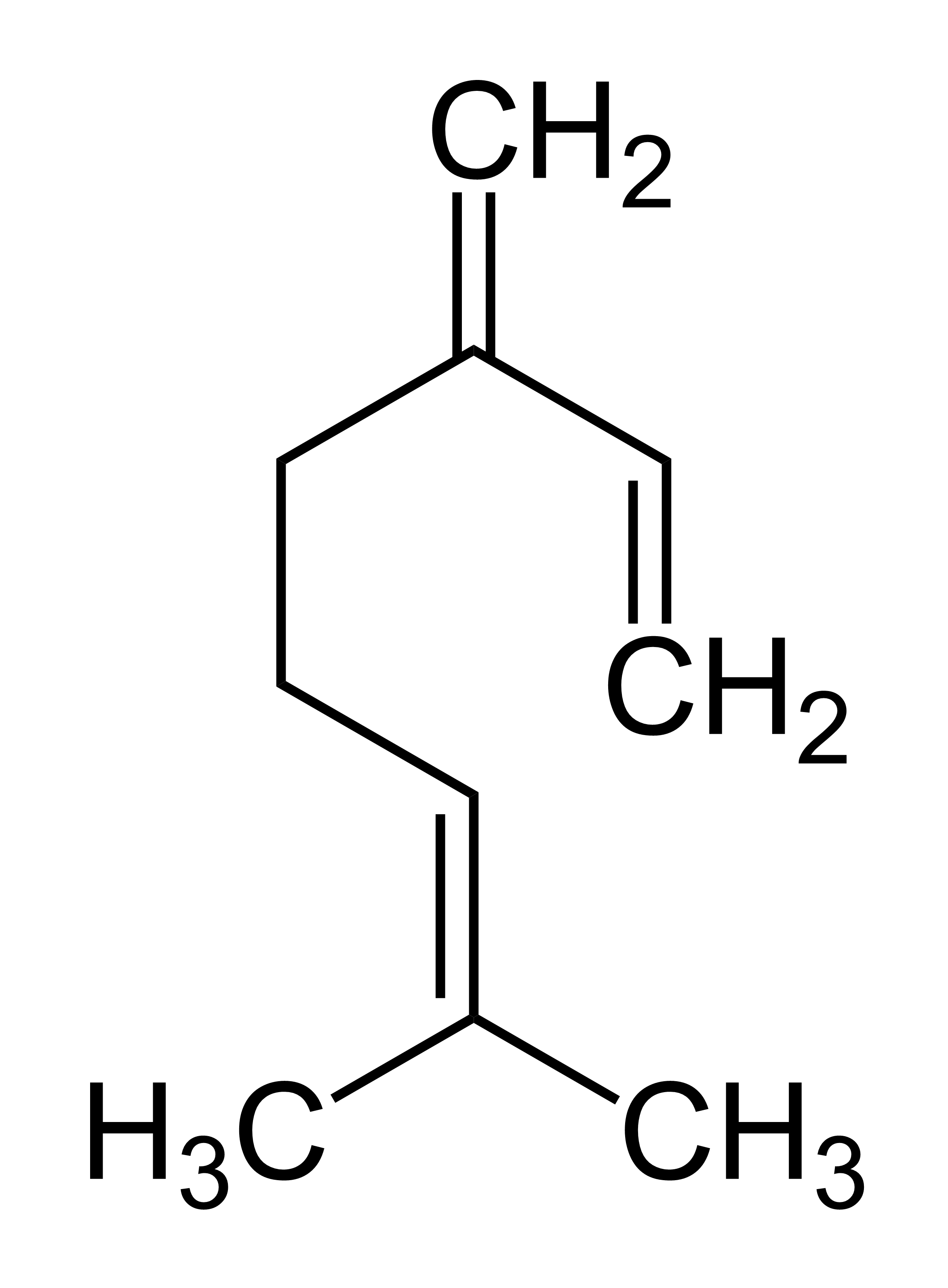
Mircen - monoterpenă aciclică nesaturată
Linalool - monoterpenoidă aciclică
Limonen - monoterpenă monociclică
Mentol - monoterpenoidă monociclică
Carvonă - monoterpenoidă monociclică
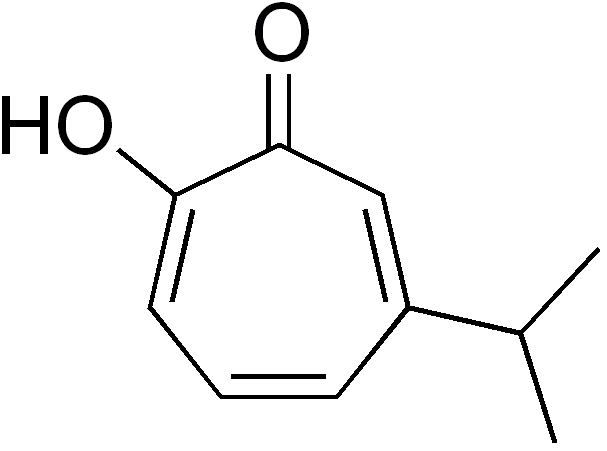
Hinokitiol - monoterpenoidă derivată de tropolonă